# Palais Meyerbeer
Le palais Meyerbeer est un imposant immeuble de logements de Nice datant du XXe siècle appartenant à une ancienne famille du comté de Nice. Il est situé au no 45 boulevard Victor-Hugo. 

## Historique
Ce palais de la Belle Époque a été construit en 1908 par l'architecte Adrien Rey, pour un commanditaire suisse, Isaac Murisier.
Le bâtiment a une décoration extérieure importante et un décor peint dans les appartements.
L'édifice est inscrit au titre des monuments historiques le 25 juillet 1994, et a reçu le label « Patrimoine du XXe siècle ».